# Spieringstraat 113
Het pand Spieringstraat 113 in Gouda is een monumentaal pand in de Zuid-Hollandse stad Gouda.

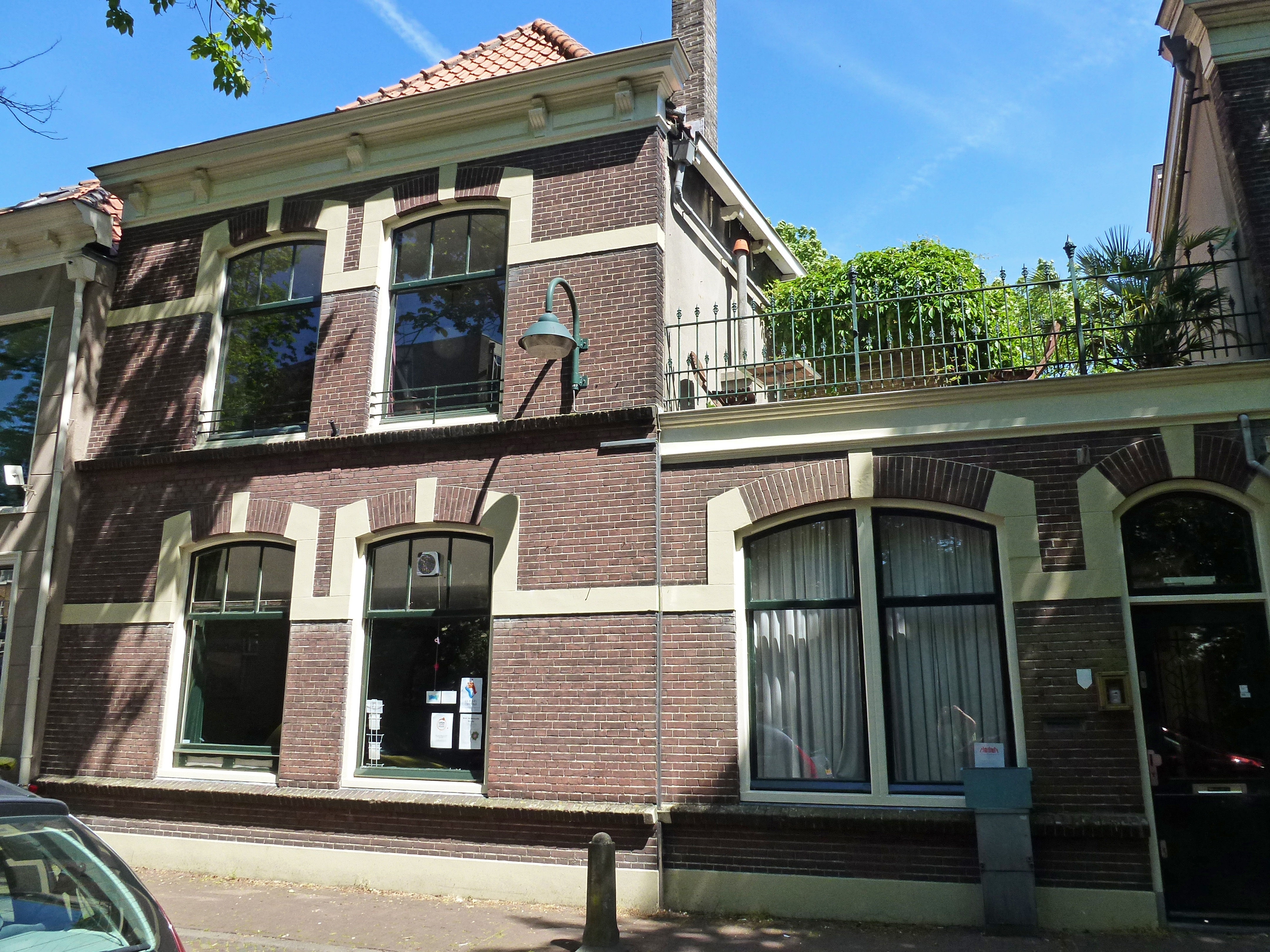
Spieringstraat 113 Anno 2014

## Geschiedenis
De Spieringstraat is een van de oudste straten van Gouda. Omdat de straat naar de eerste burcht in Gouda aan de Molenwerf liep werd de straat ook Hofstraat of Hofsteeg genoemd. De naam Spiering is ontleend aan de familie Spierinck, die hier bezittingen hadden. Het perceel waarop het huis Spieringstraat 113 staat kent al een lange bouwgeschiedenis. De eerste bewoning dateert uit 1383. In de 19e eeuw was er een koetshuis met stal, de gemeente Gouda kocht het pand in 1861 en vestigde er achtereenvolgens een gymnastiekschool en daarna een kantoor voor het bureau bouw en woningtoezicht. In 1928 kwam het pand in gebruik bij de vereniging het "Groene Kruis", die er een consultatiebureau voor zuigelingen en kleuters vestigde. Tot 1990 maakten ook andere medische voorzieningen gebruik van het gebouw, zoals de schoolarts, de controlerend geneesheer van de gemeente en een reumapraktijk.

## Het gebouw
Het gebouw in zijn huidige vorm dateert uit 1906. Het bestaat uit twee delen. De ingang bevindt zich aan de rechterzijde van het rechterdeel van het pand. De beide geveldelen zijn visueel met elkaar verbonden door een doorlopende geschilderde sierband. Deze band accentueert de vensters in beide gevel delen. Een soortgelijke sierband bevindt zich op de verdieping van het linkerdeel van het pand. Door sierbanden en de vier vensters krijgt dit deel van de gevel een symmetrisch karakter. Boven de vensters wordt de sierband deels onderbroken door gemetselde segmentbogen, waarvan de aanzet- en sluitstenen deel uitmaken van de sierband. Het linkerdeel van de gevel bezit een kroonlijst die rust op consoles. Het lage rechterdeel bezit een eenvoudige daklijst met daarboven een gietijzeren hekwerk, als afscheiding van het platte dak, dat dienstdoet als balkon. Het pand is erkend als gemeentelijk monument. Aan de rechterzijde van het pand bevindt zich het bedrijf, waar de Punseliewafels worden gebakken.